# لیندنر ۲۱۶۷۸
سیارک ۲۱۶۷۸ (به انگلیسی: 21678 Lindner، نامگذاری:1999RK27) بیست و یک هزار و ششصد و هفتاد و هشتمین سیارک کشف شده‌است که در ۵ سپتامبر ۱۹۹۹ کشف شد.
قدر مطلق سیارک برابر ۱۷.۸ است.